# Tomáš Tujvel
Tomáš Tujvel (sinh 19 tháng 9 năm 1983) là một thủ môn bóng đá Slovakia hiện tại thi đấu cho Hungarian Mezőkövesd-Zsóry SE.

## Sự nghiệp
Vào tháng 7 năm 2009, anh gia nhập câu lạc bộ Hungary Videoton FC.